# Your Face Sounds Familiar
A Your Face Sounds Familiar egy az Endemol és az Antena 3, spanyol TV-csatorna által forgalmazott zenés show-műsor. A formátum lényege, hogy a szereplők egy énekessé átalakulva adják elő annak dalát. A műsor először Spanyolországban mutatkozott be Tu cara me suena címmel 2011. szeptember 28-án.

## Your Face Sounds Familiara világ körül

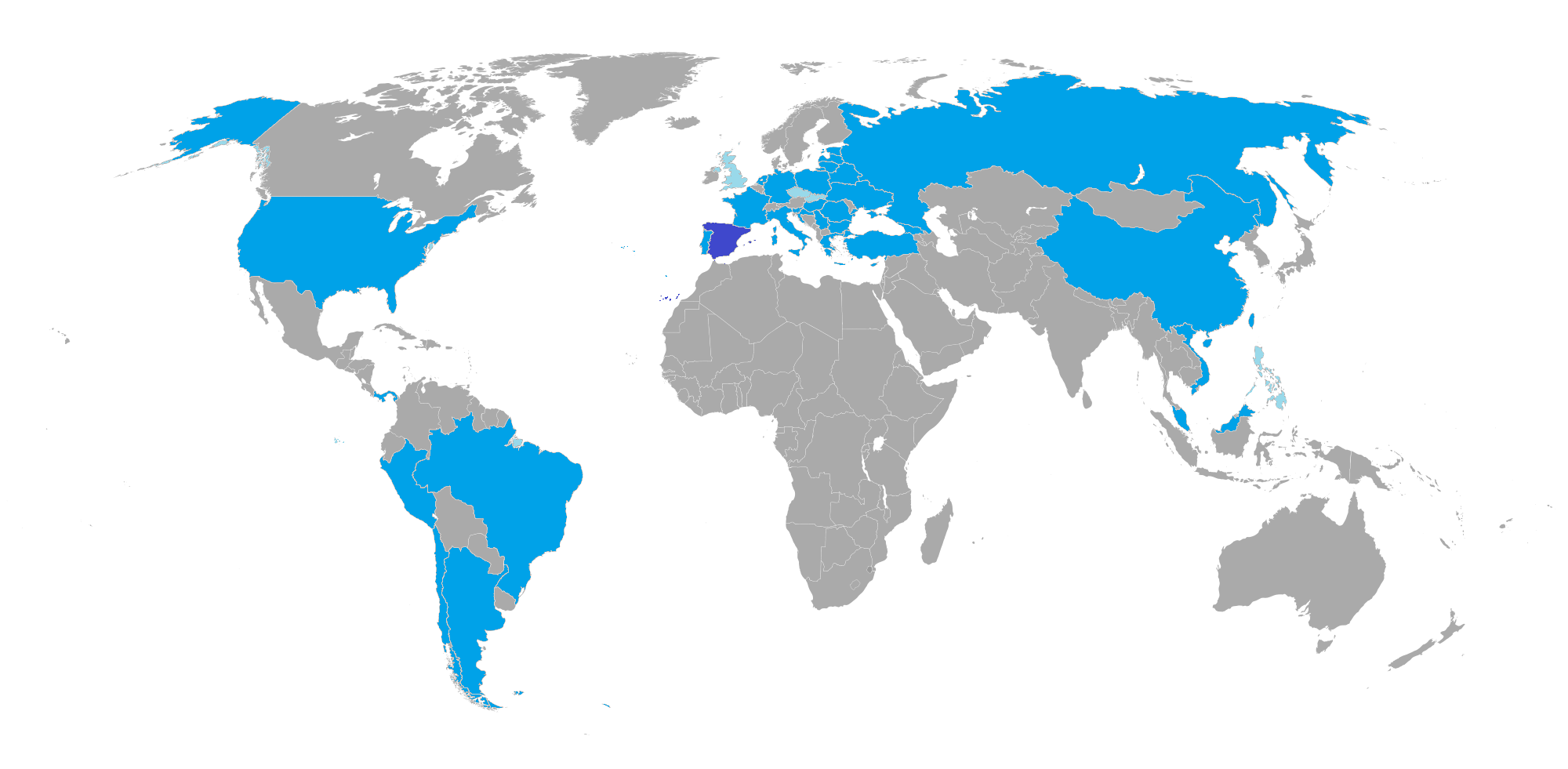
Országok, ahol fut a formátum

A formátum 2011-es debütálása óta több mint, 30 verziót tűztek képernyőre.
     Gyerek verzió
| Ország                                                       | Cím                                                                         | TV-csatorna                                                                         |
| ------------------------------------------------------------ | --------------------------------------------------------------------------- | ----------------------------------------------------------------------------------- |
| Albánia                                                      | Your Face Sounds Familiar                                                   | TV Klan                                                                             |
| Amerikai Egyesült Államok                                    | Sing Your Face Off                                                          | ABC                                                                                 |
| Arab Liga                                                    | شكلك مش غريب Shaklak mesh gharib                                            | MBC4 MBC Masr                                                                       |
| Argentína                                                    | Tu cara me suena                                                            | Telefe                                                                              |
| Brazília                                                     | Esse Artista Sou Eu                                                         | SBT                                                                                 |
| Bulgária                                                     | Като две капки вода Kato dve kapki voda                                     | Nova Television                                                                     |
| Chile                                                        | Tu cara me suena                                                            | Mega                                                                                |
| Costa Rica                                                   | Tu cara me suena                                                            | Teletica                                                                            |
| Csehország                                                   | Tvoje tvář má známý hlas                                                    | TV Nova                                                                             |
| Egyesült Királyság                                           | Your Face Sounds Familiar                                                   | ITV                                                                                 |
| Észtország                                                   | Su nägu kõlab tuttavalt                                                     | TV3                                                                                 |
| Fehéroroszország                                             | Як дзве кроплі Yak Dvi krapli                                               | ONT                                                                                 |
| Franciaország                                                | Un air de star                                                              | M6                                                                                  |
| Fülöp-szigetek                                               | Your Face Sounds Familiar                                                   | ABS-CBN                                                                             |
| Fülöp-szigetek                                               | Your Face Sounds Familiar Kids                                              | ABS-CBN                                                                             |
| Görögország · Ciprus                                         | Your Face Sounds Familiar                                                   | ANT1                                                                                |
| Grúzia                                                       | ერთი ერთში Erti Ertshi                                                      | GDS TV                                                                              |
| Grúzia                                                       | ერთი ერთში Erti Ertshi                                                      | IMEDI TV                                                                            |
| Hollandia                                                    | Your Face Sounds Familiar                                                   | RTL Nederland                                                                       |
| Horvátország                                                 | Tvoje lice zvuči poznato                                                    | Nova TV                                                                             |
| Kína                                                         | 百变大咖秀 Bǎi biàn dà kā xiù                                               | Hunan Television                                                                    |
| Kolumbia                                                     | Tu cara me suena                                                            | Caracol Televisión                                                                  |
| Lengyelország                                                | Twoja twarz brzmi znajomo                                                   | Polsat                                                                              |
| Lettország                                                   | Izklausies redzēts                                                          | TV3 Latvia                                                                          |
| Magyarország                                                 | Sztárban sztár                                                              | TV2                                                                                 |
| Magyarország                                                 | Sztárban sztár leszek!                                                      | TV2                                                                                 |
| Magyarország                                                 | Sztárban sztár +1 kicsi                                                     | Super TV2                                                                           |
| Mexikó                                                       | Soy tu doble                                                                | Azteca                                                                              |
| Mongólia                                                     | Яг түүн шиг                                                                 | Edutainment TV                                                                      |
| Németország                                                  | Sing wie dein Star                                                          | Das Erste                                                                           |
| Olaszország                                                  | Tale e Quale Show                                                           | Rai 1                                                                               |
| Olaszország                                                  | Tale e Quale Show – Il torneo                                               | Rai 1                                                                               |
| Olaszország                                                  | Tale e Quale Show – Duetti (duett verzió)                                   | Rai 1                                                                               |
| Oroszország                                                  | Один в один! Odin v odin!                                                   | Pervij Kanal                                                                        |
| Oroszország                                                  | Один в один! Odin v odin!                                                   | Rosszija 1                                                                          |
| Oroszország                                                  | Точь-в-точь (nem hivatalos) Toch-v-toch                                     | Pervij Kanal                                                                        |
| Panama                                                       | Tu cara me suena                                                            | TVN                                                                                 |
| Peru                                                         | Tu cara me suena                                                            | Frecuencia Latina                                                                   |
| Portugália                                                   | A Tua Cara não me é Estranha                                                | TVI                                                                                 |
| Portugália                                                   | A Tua Cara não me é Estranha: Especial                                      | TVI                                                                                 |
| Portugália                                                   | A Tua Cara não me é Estranha: Duetos (duett verzió)                         | TVI                                                                                 |
| Portugália                                                   | A Tua Cara não me é Estranha: Kids                                          | TVI                                                                                 |
| Románia                                                      | Te cunosc de undeva!                                                        | Antena 1                                                                            |
| Spanyolország                                                | Tu cara me suena                                                            | Antena 3                                                                            |
| Spanyolország                                                | Tu cara me suena: Especial Navidad (karácsonyi kiadás)                      | Antena 3                                                                            |
| Spanyolország                                                | Tu cara más solidaria (jótékonysági kiadás)                                 | Antena 3                                                                            |
| Spanyolország                                                | Tu cara me suena mini                                                       | Antena 3                                                                            |
| Spanyolország                                                | Tu cara no me suena todavía (civil verzió)                                  | Antena 3                                                                            |
| Szerbia · Bosznia-Hercegovina · Észak-Macedónia · Montenegró | Tvoje lice zvuči poznato Твоје лице звучи познато Твоето лице звучи познато | Prva Srpska Televizija Radio Televizija Republike Srpske Federalna televizija Sitel |
| Szlovákia                                                    | Tvoja tvár znie povedome                                                    | Markíza                                                                             |
| Szlovénia                                                    | Znan obraz ima svoj glas                                                    | POP TV                                                                              |
| Törökország                                                  | Benzemez Kimse Sana                                                         | Star TV Show TV                                                                     |
| Ukrajna                                                      | ШОУМАSТГОУОН SHOWMUSTGOON                                                   | Novyi Kanal                                                                         |
| Ukrajna                                                      | Як дві краплі Yak dvi krapli                                                | Ukraine                                                                             |
| Vietnám                                                      | Gương mặt thân quen                                                         | VTV                                                                                 |
| Vietnám                                                      | Gương mặt thân quen Nhí                                                     | VTV                                                                                 |